# 弘安四年日記抄
弘安四年日記抄（こうあんよねんにっきしょう）は、壬生官務家旧蔵の弘安4年（1281年）の日記の写し。原題などは不詳。壬生官務家日記抄（みぶかんむけにっきしょう）とも。壬生顕衡の日記を子孫の兼治が書写したものと推定されている。全1巻。

## 概要
弘安4年の5月5日から8月10日（西暦では、1281年5月24日から9月24日）、かつ元寇（弘安の役）関係の記事のみが抜き出されている。壬生官務家に伝えられたものであることから、当時の官務であった壬生顕衡の日記と推定され、書写に使われた紙背文書の年代から応永26年（1419年）に発生した応永の外寇当時の官務であった子孫の壬生兼治が異国侵入の先例を参照するために写したと推定されている。
破損している部分があるものの、壱岐・対馬への異国船の侵入から、鎌倉幕府から山陰・鎮西の本所一円地への兵粮米賦課、朝廷が「敵国降伏」の祈祷を命じたこと、閏7月1日（1281年8月16日）の大嵐で異国船が沈んだことなどが記載されており、弘安の役に関する基本史料として用いられている。
元は壬生官務家所蔵であったが、教育者・哲学者の狩野亨吉の手を経て、現在は狩野が教壇に立っていた京都大学（旧京都帝国大学）に所蔵されている。